# Николаи, Георг Фридрих
Георг Фридрих Никола́и (нем. Georg Friedrich Nicolai; 6 февраля 1874, Берлин — 8 октября 1964, Сантьяго) — немецкий врач, физиолог, пацифист и эмигрант. Доктор медицины, профессор.

## Биография
Учился в Кёнигсберге, Париже и Гейдельберге и получил ученую степень кандидата наук в 1901 году в Лейпциге. Окончил Берлинский университет, работал в Берлине, приват-доцент по кафедре физиологии в Берлинском университете, затем профессор. Был последователем И. П. Павлова и австрийского врача Ф. Крауса, в 1910 году опубликовал исследование по электрокардиографии.
В 1914 году в связи с началом Первой мировой войны и после публикации «манифеста девяносто трёх» представителей германской интеллигенции, поддерживавших участие Германии в войне, выпустил свой антивоенный манифест «Воззвание к европейцам», который вместе с ним подписали Альберт Эйнштейн, председатель Международного бюро мер и весов астроном Вильгельм Фёрстер и философ Отто Бук. Не собрав остальных подписей и, следовательно, не имея возможности напечатать своё «Воззвание», Николаи под свою личную ответственность включил его в курс лекций о войне, который он собирался прочесть в летнем семестре 1915 года. Вскоре он был арестован и заключён в крепость Грауденц. В заключении Никола написал свой труд «Биология войны», рукопись которого удалось переправить в Швейцарию, где цюрихский издатель Орелль-Фюссли в 1917 году выпустил первое издание этой книги на немецком языке. В этом же году Данцигский военный суд приговорил Николаи к новому тюремному заключению сроком на пять месяцев. В Германии книга распространялась подпольно в сотнях экземпляров. Вследствие развёрнутой против него травли в 1920 году был лишён права чтения лекций. В 1922 году вынужден был эмигрировать в Южную Америку, где занимался врачебной деятельностью и преподаванием в Аргентине и Чили. В 1936 году стал профессором в Ветеринарном институте в Сантьяго, в Чили.
Активно выступал против социал-дарвинизма. В 1930-е годы написал книгу по истории национал-социалистического движения, в которой охарактеризовал национализм как явление, представляющее собой одну из величайших опасностей для дальнейшего развития человечества.

## «Биология войны»
Книга «Биология войны», написанная в Германии во время Первой мировой войны, выражала надежду Г. Ф. Николаи увидеть объединенную Европу и предотвратить новую войну. Она имела огромную популярность и была переведена на многие языки мира, в том числе в 1926 году была выпущена на русском языке.

## Сочинения
- Николаи Г. Ф. «Биология войны. (Мысли естествоведа)». Предисловие Роллана Ромэна, Издание «Переводчика», Л., 1926, 244 с.
- Николаи Г. Ф. «Биология войны. Мысли естествоведа» Архивная копия от 14 марта 2016 на Wayback Machine, СПб, «Манускрипт», 1995, 304 с.
- Николаи Г. Ф. «Биология войны. Мысли естествоведа», М.: «ЛКИ», 2007, 248 с.
- Manifesto to the Europeans (англ.)